# Communauté de communes du Pays d'Orthe et Arrigans
La communauté de communes Pays d'Orthe et Arrigans est une communauté de communes française, située dans le département des Landes, en région Nouvelle-Aquitaine.

## Historique
Elle a été créée avec 24 communes le 2 décembre 2016 pour une prise d'effet au 1er janvier 2017.
Elle est issue de la fusion de la communauté de communes du Pays d'Orthe et de la communauté de communes de Pouillon.

## Territoire communautaire

### Géographie
Située au sud  du département des Landes, la communauté de communes Pays d'Orthe et Arrigans  est située sur le territoire du Pays d'Orthe (partie Ouest de la communauté de communes) et du réseau hydrographique des Arrigans (partie Est), centré sur le ruisseau du Grand Arrigan. Elle regroupe 24 communes et présente une superficie de 390,7 km2.

Réseau hydrographique du Grand Arrigan

Carte topographique du Pays d'Orthe

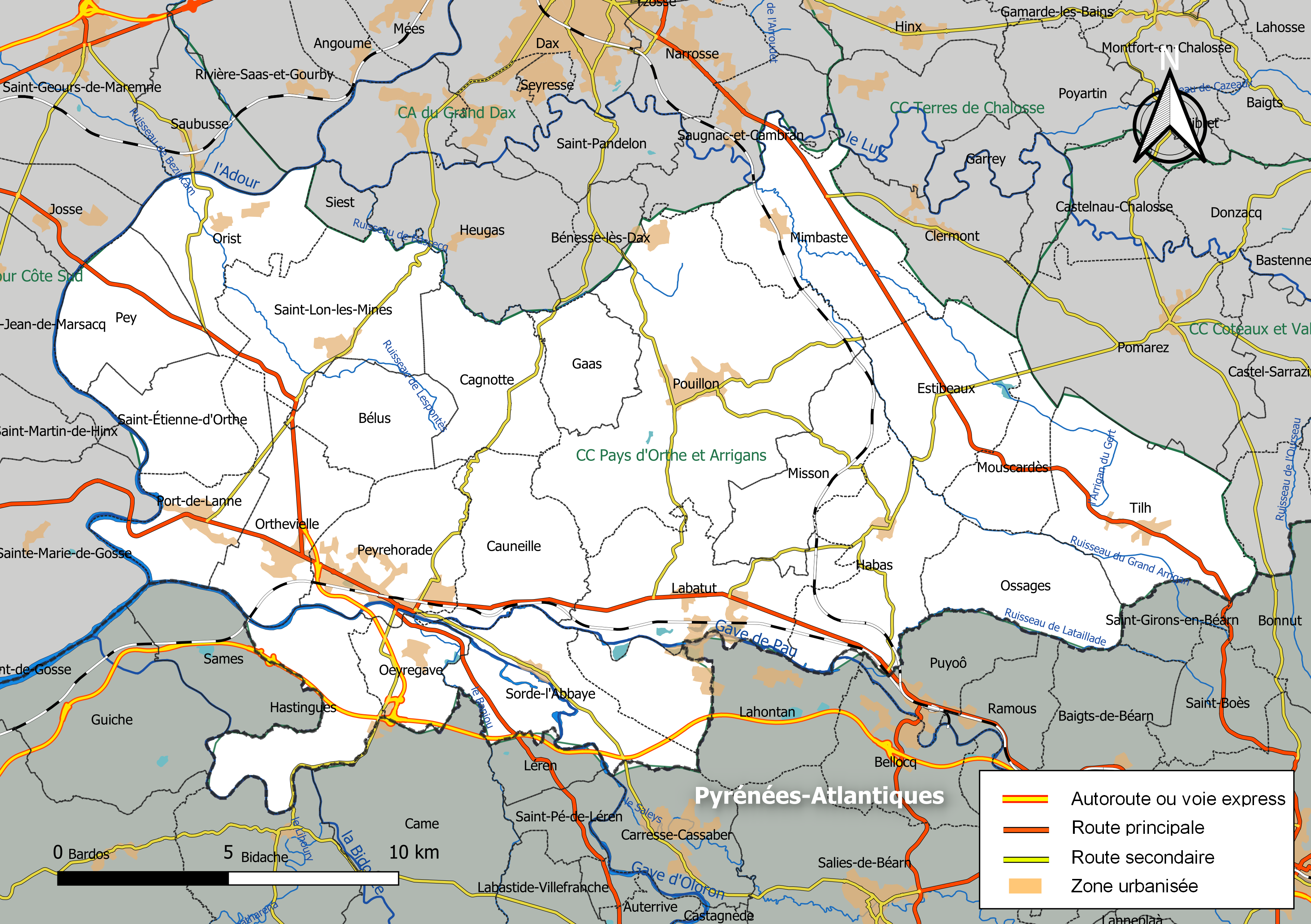
Carte de la communauté de communes Pays d'Orthe et Arrigans au 1er janvier 2019.

### Composition
La communauté de communes est composée des 24 communes suivantes :

| Nom                   | Code Insee | Gentilé         | Superficie (km2) | Population (dernière pop. légale) | Densité (hab./km2) |
| --------------------- | ---------- | --------------- | ---------------- | --------------------------------- | ------------------ |
| Peyrehorade (siège)   | 40224      | Peyrehoradais   | 16,11            | 3 693 (2022)                      | 229                |
| Bélus                 | 40034      | Bélusien        | 11,84            | 616 (2022)                        | 52                 |
| Cagnotte              | 40059      | Cagnottais      | 14,68            | 778 (2022)                        | 53                 |
| Cauneille             | 40077      | Cauneillais     | 15,42            | 799 (2022)                        | 52                 |
| Estibeaux             | 40095      | Estibaussais    | 16,72            | 697 (2022)                        | 42                 |
| Gaas                  | 40101      | Gaassois        | 9,13             | 471 (2022)                        | 52                 |
| Habas                 | 40118      | Habassais       | 18,75            | 1 464 (2022)                      | 78                 |
| Hastingues            | 40120      | Hastingòt       | 14,54            | 606 (2022)                        | 42                 |
| Labatut               | 40132      | Labatutois      | 20,95            | 1 396 (2022)                      | 67                 |
| Mimbaste              | 40183      | Mimbastais      | 20,6             | 992 (2022)                        | 48                 |
| Misson                | 40186      | Missonnais      | 14,69            | 834 (2022)                        | 57                 |
| Mouscardès            | 40199      | Mouscardésiens  | 9,14             | 268 (2022)                        | 29                 |
| Oeyregave             | 40206      | Ueiròt          | 8,03             | 304 (2022)                        | 38                 |
| Orist                 | 40211      | Oristois        | 14,76            | 789 (2022)                        | 53                 |
| Orthevielle           | 40212      | Ortheviellois   | 13,94            | 1 057 (2022)                      | 76                 |
| Ossages               | 40214      | Ossageois       | 14,31            | 493 (2022)                        | 34                 |
| Pey                   | 40222      | Pireutchs       | 13,85            | 832 (2022)                        | 60                 |
| Port-de-Lanne         | 40231      | Port-de-Lannais | 12,68            | 1 228 (2022)                      | 97                 |
| Pouillon              | 40233      | Pouillonais     | 49,74            | 3 151 (2022)                      | 63                 |
| Saint-Cricq-du-Gave   | 40254      | Saint-Cricquais | 8,7              | 444 (2022)                        | 51                 |
| Saint-Étienne-d'Orthe | 40256      | Stéphanois      | 11,07            | 732 (2022)                        | 66                 |
| Saint-Lon-les-Mines   | 40269      | Saint-Lonnais   | 21,82            | 1 242 (2022)                      | 57                 |
| Sorde-l'Abbaye        | 40306      | Sordais         | 16,34            | 636 (2022)                        | 39                 |
| Tilh                  | 40316      | Tilhois         | 22,86            | 841 (2022)                        | 37                 |

### Démographie
| 1968   | 1975   | 1982   | 1990   | 1999   | 2010   | 2015   | 2021   |
| ------ | ------ | ------ | ------ | ------ | ------ | ------ | ------ |
| 18 623 | 18 159 | 18 479 | 18 616 | 19 080 | 22 676 | 23 450 | 24 183 |

## Administration
| Période                                  | Période      | Identité           | Étiquette      | Qualité                  |
| ---------------------------------------- | ------------ | ------------------ | -------------- | ------------------------ |
| 10 avril 2017                            | juillet 2020 | Pierre Ducarre     | PS             | Maire de Hastingues      |
| juillet 2020                             | En cours     | Jean-Marc Lescoute | Sans étiquette | Adjoint au maire de Gaas |
| Les données manquantes sont à compléter. |              |                    |                |                          |